# Редочь
Редочь — посёлок в Щёкинском районе Тульской области России.
В рамках административно-территориального устройства относится к Жердевской сельской администрации Щёкинского района, в рамках организации местного самоуправления включается в сельское поселение Крапивенское.

## География
Посёлок находится в центральной части Тульской области, в лесостепной зоне, в пределах северо-восточной Среднерусской возвышенности, на левом берегу ручей Редочь, на расстоянии примерно 28 километров (по прямой) к западо-юго-западу от города Щёкино, административного центра района.

### Климат
Климат характеризуется как умеренно континентальный, с умеренно холодной снежной зимой и тёплым летом. Среднегодовая многолетняя температура воздуха составляет +3,8 - +4,5 °С. Средняя температура воздуха самого холодного месяца (января) — −10 °C (абсолютный минимум — −42 °C), средняя температура самого тёплого (июля) — +18 °С (абсолютный максимум — +38  °С). Безморозный период длится около 138 дней. Продолжительность периода активной вегетации растений (со среднесуточной температурой воздуха выше 10 °C) составляет 134 дня. Среднегодовое количество атмосферных осадков составляет 550 - 600 мм, из которых большая часть (396 - 400 мм) выпадает в тёплый период. Снежный покров держится в течение примерно 144 – 147 дней. Среднегодовая скорость ветра составляет 4 м/с.

### Часовой пояс
Посёлок Редочь, как и вся Тульская область, находится в часовой зоне МСК (московское время). Смещение применяемого времени относительно UTC составляет +3:00.

## Население
| 2010 |
| ---- |
| 0    |